# الکسا آلن
الکسا آلن (انگلیسی: Alexa Allen؛ زادهٔ ۲۲ آوریل ۱۹۹۴) بازیکن فوتبال اهل جامائیکا است.

وی همچنین در تیم ملی فوتبال زنان جامائیکا بازی کرده‌است.